# M1 Armored Car
La M1 Armored Car era un'autoblindo americana testata dall'Ordnance Department nel 1931. Era realizzata dalla James Cunningham, Son and Company di Rochester (New York) e, durante le prove, ricevette la designazione Model T4.

## Storia
I primi due prototipi T4 furono realizzate dalla Cunningham di Rochester nel 1931 e furono sottoposti a prove fino al 1934, quando il mezzo venne adottato ufficialmente con la denominazione M1 Armored Car. I successivi 10 esemplari successivi vennero prodotti direttamente presso l'Arsenale di Rock Island. Tutte e 12 le autoblindo furono assegnate al 1st Cavalry Regiment, dove furono impiegate per prove ed addestramento. Non si hanno notizie sulla sorte di questi mezzi, probabilmente radiati nel 1939 o ancora utilizzati per l'addestramento durante la seconda guerra mondiale, ma sicuramente non lasciarono mai il suolo americano. Tuttavia fornirono un'utile base per la progettazione della successiva generazione bellica di autoblindo americane, come la T17 Staghound e la M8 Greyhound.

## Tecnica
L'autoblindo ricalcava la configurazione generale standard 6×4 prebellica, con il massiccio motore frontale Cunningham V8 raffreddato a liquido, che occupava quasi metà della lunghezza del veicolo, protetto anteriormente da una calandra ad alette corazzate verticali mobili. Il motore azionava un cambio a 4 marce avanti ed una indietro. Lo scafo, costituito da piastre d'acciaio piane, saldate e rivettate. Il compartimento di guida e di combattimento, cui si accedeva da portelloni laterali, occupava la parte posteriore ed ospitava 4 uomini; la visibilità anteriore e laterale era assicurata da feritoie protette da portelli corazzati. La torretta monoposto, di forma conica, era armata con una mitragliatrice pesante Browning M1921 calibro .50 (12,7 mm) con una riserva di 2.000 colpi; erano inoltre presenti una feritoia anteriore ed una posteriore per una mitragliatrice media addizionale Browning M1919 in calibro .30 (7,62 mm), con 3.750 colpi. Sui 10 esemplari di serie, la torretta era dotata esternamente di supporti per altre due mitragliatrici, da usare in funzione antiaerea.
La trazione era assicurata dalle 4 ruote posteriori, mentre quelle dell'asse anteriore erano le sole sterzanti. Il raggio di sterzata era di 17 m a sinistra e 14,7 m a destra. A queste si aggiungevano le due ruote di scorta, posizionate su mozzi folli tra il primo ed il secondo asse, in modo da fornire un ulteriore contatto nel superamento di ostacoli. Le prestazioni risultarono buone su terreni solidi e pianeggianti, mentre in caso di fuoristrada su fango o neve il mezzo era penalizzato dalle ruote frontali non motrici e dalla notevole lunghezza dello scafo.
L'equipaggiamento era completato da fanali sui parafanghi anteriori, più grandi interamente cromati sugli esemplari di serie; questi esemplari si distinguevano inoltre per la presenza di grandi casse per il trasporto di materiali posizionate sul parafango dei due assali posteriori. Il mezzo era dotato di impianto elettrico a 6 volt, ma non era dotato di apparecchiatura radio.